# Copa d'Europa de futbol 1976-77
La Copa d'Europa de futbol 1976-77 fou l'edició número vint-i-dos en la història de la competició. Es disputà entre l'agost de 1976 i el maig de 1977, amb la participació inicial de 32 equips de 32 federacions diferents.
La competició fou guanyada pel Liverpool FC a la final davant del Borussia Mönchengladbach.

## Primera ronda
| Equip 1                  | Global | Equip 2                  | Anada | Tornada |
| ------------------------ | ------ | ------------------------ | ----- | ------- |
| Rangers FC               | 1-2    | FC Zürich                | 1-1   | 0-1     |
| Sliema Wanderers         | 2-2¹   | TPS                      | 2-1   | 0-1     |
| Ferencvárosi TC          | 11-3   | Jeunesse Esch            | 5-1   | 6-2     |
| Dynamo Dresden           | 2-0    | SL Benfica               | 2-0   | 0-0     |
| CSKA Septemvrijsko Zname | 0-1    | AS Saint-Étienne         | 0-0   | 0-1     |
| Dundalk                  | 1-7    | PSV                      | 1-1   | 0-6     |
| ÍA                       | 3-6    | Trabzonspor              | 1-3   | 2-3     |
| Liverpool FC             | 7-0    | Crusaders                | 2-0   | 5-0     |
| Viking                   | 2-3    | Baník Ostrava            | 2-1   | 0-2     |
| Køge                     | 1-7    | Bayern Múnic             | 0-5   | 1-2     |
| Dinamo Kiev              | 5-0    | FK Partizan              | 3-0   | 2-0     |
| Omonia                   | 1-3    | PAOK FC                  | 0-2   | 1-1     |
| Torino FC                | 3-2    | Malmö FF                 | 2-1   | 1-1     |
| Austria Viena            | 1-3    | Borussia Mönchengladbach | 1-0   | 0-3     |
| Stal Mielec              | 1-3    | Reial Madrid             | 1-2   | 0-1     |
| Club Brugge              | 3-2    | Steaua Bucarest          | 2-1   | 1-1     |

¹ TPS passà a la segona ronda pel valor doble dels gols en camp contrari.

## Segona ronda
| Equip 1          | Global | Equip 2                  | Anada | Tornada |
| ---------------- | ------ | ------------------------ | ----- | ------- |
| FC Zürich        | 3-0    | TPS                      | 2-0   | 1-0     |
| Ferencvárosi TC  | 1-4    | Dynamo Dresden           | 1-0   | 0-4     |
| AS Saint-Étienne | 1-0    | PSV                      | 1-0   | 0-0     |
| Trabzonspor      | 1-3    | Liverpool FC             | 1-0   | 0-3     |
| Baník Ostrava    | 2-6    | Bayern Múnic             | 2-1   | 0-5     |
| Dinamo Kiev      | 6-0    | PAOK FC                  | 4-0   | 2-0     |
| Torino FC        | 1-2    | Borussia Mönchengladbach | 1-2   | 0-0     |
| Reial Madrid     | 0-2    | Club Brugge              | 0-0   | 0-2     |

## Quarts de final
| Equip 1                  | Global | Equip 2        | Anada | Tornada |
| ------------------------ | ------ | -------------- | ----- | ------- |
| FC Zürich                | 4-4¹   | Dynamo Dresden | 2-1   | 2-3     |
| AS Saint-Étienne         | 2-3    | Liverpool FC   | 1-0   | 1-3     |
| Bayern Múnic             | 1-2    | Dinamo Kiev    | 1-0   | 0-2     |
| Borussia Mönchengladbach | 3-2    | Club Brugge    | 2-2   | 1-0     |

¹ Zürich passà a Semifinals per la regla del valor doble dels gols en camp contrari.

## Semifinals
| Equip 1     | Global | Equip 2                  | Anada | Tornada |
| ----------- | ------ | ------------------------ | ----- | ------- |
| FC Zürich   | 1-6    | Liverpool FC             | 1-3   | 0-3     |
| Dinamo Kiev | 1-2    | Borussia Mönchengladbach | 1-0   | 0-2     |

## Final
| Liverpool FC                                | 3-1 | Borussia Mönchengladbach |
| ------------------------------------------- | --- | ------------------------ |
| McDermott 28' · Smith 64' · Neal 82' (pen.) |     | Simonsen 52'             |

| Guanyador de la Copa d'Europa 1976-77 |
| ------------------------------------- |
| Liverpool FC Primer títol             |